# أسطورة آكل البشر
أسطورة آكل البشر هي الرواية رقم 4 من سلسلة ما وراء الطبيعة التي تصدرها المؤسسة العربية الحديثة ضمن روايات مصرية للجيب للكاتب أحمد خالد توفيق تعد السلسلة أول سلسلة روايات عربية في أدب الرعب.

## أحداث الرواية
يكتب رفعت إسماعيل لعادل توفيق صديق طفولته عن وحدته، ومحاولاته المستمرة للتقرب من جيرانه، للتغلب على وحدته ويحكى له عن عزت شريف جاره غريب الأطوار، الذي يسافر إلى الإسكندرية مرارا وتكرارا، ويخبر رفعت عادل أنه وجد بقايا عظام بشرية في منور العمارة، وأنه يشك أن هذه العظام لها علاقة بجاره غريب الأطوار.
فيشك عادل في الأمر ويطلب من رفعت أي شيء عليه بصمات لهذا الشخص ويلبى رفعت طلبه، وفي نفس الوقت يكتب البروفسور ر.ل.كاثريل للد. محمد شاهين عن قصة المهندس شاكر الذي سقطت به الطائرة وأنه استطاع الحياة بعد أن ألتهم الأشخاص الذين ماتوا معه وأنه غير عنوانه واسمه ووظيفته لأنه أصبح آكل للحوم البشر، وطلب منه أن يبحث عنه في العنوان الذي أعطاه أياه، فيعتقد د. محمد شاهين أن رفعت هو آكل لحوم البشر الذي يبحث عنه.
و بعد ذلك يدعو عادل رفعت لزيارته في الإسكندرية، ويحاول عادل وزوجته سهام أن يدبر محاولة زواج رفعت هويدا عبدالمنعم أخت زوجته سهام، وفي نفس الوقت يخبره بقصة السفاح الذي يرتكب جرائمه في الإسكندرية، وأن عادل يشك أنه عزت حيث يقوم بأرتكاب هذه الجرائم لأنه يريد أن يتغذى على لحوم البشر، ويحاول رفعت اقتحام شقة جاره للحصول على دليل لأنه آكل لحوم بشر، وكاد أمره أن يكتشفه الجار غريب الأطوار.
و يواجه عزت رفعت بعد أن وجد بطارية رفعت في شقته ويريد معرفة سبب اقتحامه شقته، يعرف رفعت أن عزت مصاب بمرض أديسون فيخبره رفعت أنه يظن أنه آكل لحوم بشر، فيضحك عزت من هذا ويخبره أنه ليس كذلك وأنه مثال وأنه يقوم بدراسة العظام البشرية لأنها أساسية في فن النحت، وفيما بعد ينجح عادل في القبض على سفاح الإسكندرية وأنه ليست له أي علاقة بموضوع أكل لحوم البشر.

## أبطال الرواية
- رفعت إسماعيل : طبيب أمراض الدم والأستاذ الجامعي الكهل المقيم بالقاهرة، نحيل، أصلع، ذو عوينات، يعاني من كتيبة من الأمراض منها على سبيل المثال لا الحصر : القرحة المعدية، ضيق الشرايين، الربو الشعبي، التهاب الرئة، آلام المفاصل، قلق، متشائم، نحس يقع في المصائب.
- عادل توفيق : صديق طفولة رفعت وعميد في مديرية أمن الإسكندرية، يربطه برفعت رباط روحي وثيق.
- عزت شريف : «واسمه الأصلي شاكر» جار رفعت، مثّال مصاب بمتلازمة أديسون.
- محمد شاهين : خبير الأنثروبولوجي الساذج الذي أصبح صديقاً لرفعت إسماعيل فيما بعد.